# Chronicle.
『chronicle.』（クロニクル）は、安藤裕子の6枚目（フルアルバムでは4枚目）のオリジナルアルバム。発売元はcutting edge。

## 解説
2008年5月21日に発売。2007年に発表された『shabon songs』以来、1年3ヶ月振りとなる4枚目のオリジナルアルバム。「海原の月」「パラレル」のシングル曲2曲の他、SUEMITSU & THE SUEMITHによる提供曲「HAPPY」等全13曲収録。通常盤（CD）・初回限定生産盤（CD+DVD）の2形態でのリリースとなった。
タワーレコード、HMV、TSUTAYA、新星堂、ミュウモショップ、ローソンでは、先着限りで店舗別に6パターンのオリジナルポストカードが封入された。さらにタワーレコードでの販売に限り、ポストカードの他にハガキが封入されており、応募者から抽選で50名がシークレットライブに招待された。

## 収録曲
1. 六月十三日、強い雨。
2. HAPPY
  - テレビ東京系『JAPAN COUNTDOWN』2008年5月度エンディングテーマ
3. 水玉
4. 美しい人
5. 海原の月
  - 松竹配給映画『自虐の詩』主題歌
6. お祭り-フェンスと唄おう
7. Hilly Hilly Hilly.
8. 鐘が鳴って門を抜けたなら
9. 再生
10. たとえば君に嘘をついた
11. パラレル
  - 日本テレビ系『音楽戦士 MUSIC FIGHTER』2008年3月度エンディングテーマ
12. ぼくらが旅に出る理由
  - 小沢健二の楽曲のカバー。ゲストボーカルとして茂木欣一（フィッシュマンズ、東京スカパラダイスオーケストラ）が参加。同年5月17日放送分の「ライムスター宇多丸のウィークエンド・シャッフル」で「茂木さんから青木氏へ送る鎮魂歌、『長い手紙』でもあったのです」と紹介されていた[1]。
  - NHK広島放送局（中国ブロックネット）『山下健二郎 とっておき絶景旅』テーマ曲。
13. さよならと君、ハローと僕